# 赤の広場 (レストラン)
赤の広場はラスベガスにあるロシアをテーマにしたレストランとバー。ネバダ州 ラスベガスの マンダレーベイリゾートとニュージャージー州アトランティックシティのトロピカーナアトランティックシティにあった。 アトランティックシティの場所は2012年に閉鎖され、その後20年のサービスを経て、2019年11月にラスベガスのレストランが閉鎖された。

## 歴史
赤の広場は1999年にネバダ州ラスベガスのマンダレーベイリゾートにオープンした。  レストランはThe Light Groupによって運営され、ブレイン・マッシーはエグゼクティブシェフを務めた。  2019年2月、Disruptive Restaurant Groupが経営を引き継いだ。  ラスベガスの店舗は2019年11月に閉鎖された。

## アトランティックシティの店舗
2007年にトロピカーナの アトランティックシティに赤の広場がオープンした。 アトランティックシティの店舗は2012年に閉鎖された。

## 設計
赤の広場のレストランは、アメリカにおけるソビエト文化の唯一の描写の2つだった。 どちらの場所にも、入り口の前にレーニンの像があり、どちらも偽の鳩の糞で覆われていた。  多くの人がレーニンの像がラスベガスで描かれていると不平を言った後、リゾートマネージャーは彫像から頭を切り落としてバーに展示した。  ラスベガスの店舗として、レーニン像の頭は、レストランの前の彫像から切り離されたバーのウォッカの金庫の真ん中に展示される。
バーは暗く、木製の通路は、見事な建築にエレガントなダイニングルームを接続した。 メインダイニングルームの設計、 皇帝の宮殿から着想を得ている。 バーのシャンデリアは、モスクワのポーランド大使館の シャンデリアのコピーだった。  内装は赤と金で塗装され、壁にはプロパガンダ風のアートが飾られていた。 

## 料理と飲み物

### 料理
赤の広場ではアメリカ料理と東ヨーロッパ料理が融合した料理を提供している。 代表的なメニューには、 キャビアとシベリアナチョス（ スモークサーモン 、ワサビ、チャイブ、トビコがトッピングされたワンタンチップ）のフライトが含まれていた。 レストランのメニューには、タルタルステーキ、 ピエロギ 、 チキンキエフ 、 ペリメニ 、 ショートリブストロガノフも含まれていた。 また、 キャビアの試飲も提供されていた。 

### 飲料
このバーでは20カ国以上から200以上のブランドのウォッカを提供していた。  店内にはウォッカが入ったバーがあった。バーにはウォッカの保管庫があり、冷蔵環境で何百ものウォッカが保管されていた。 ゲストは、レストランから提供された毛皮のコートと帽子をかぶって、割増料金を支払って金庫室の中で飲むことができた。  
赤の広場での代表的な飲み物は、 ジャンマルクXOウォッカで作られたモスクワのラバだった。 

## 評価
10best.comは、赤の広場ラスベガスを「市内で最もクールなバーの1つ」と評している。  Vegas Legalは、このバーを「信じられないほどのタイムピース」と呼んでいた。 

## ギャラリー

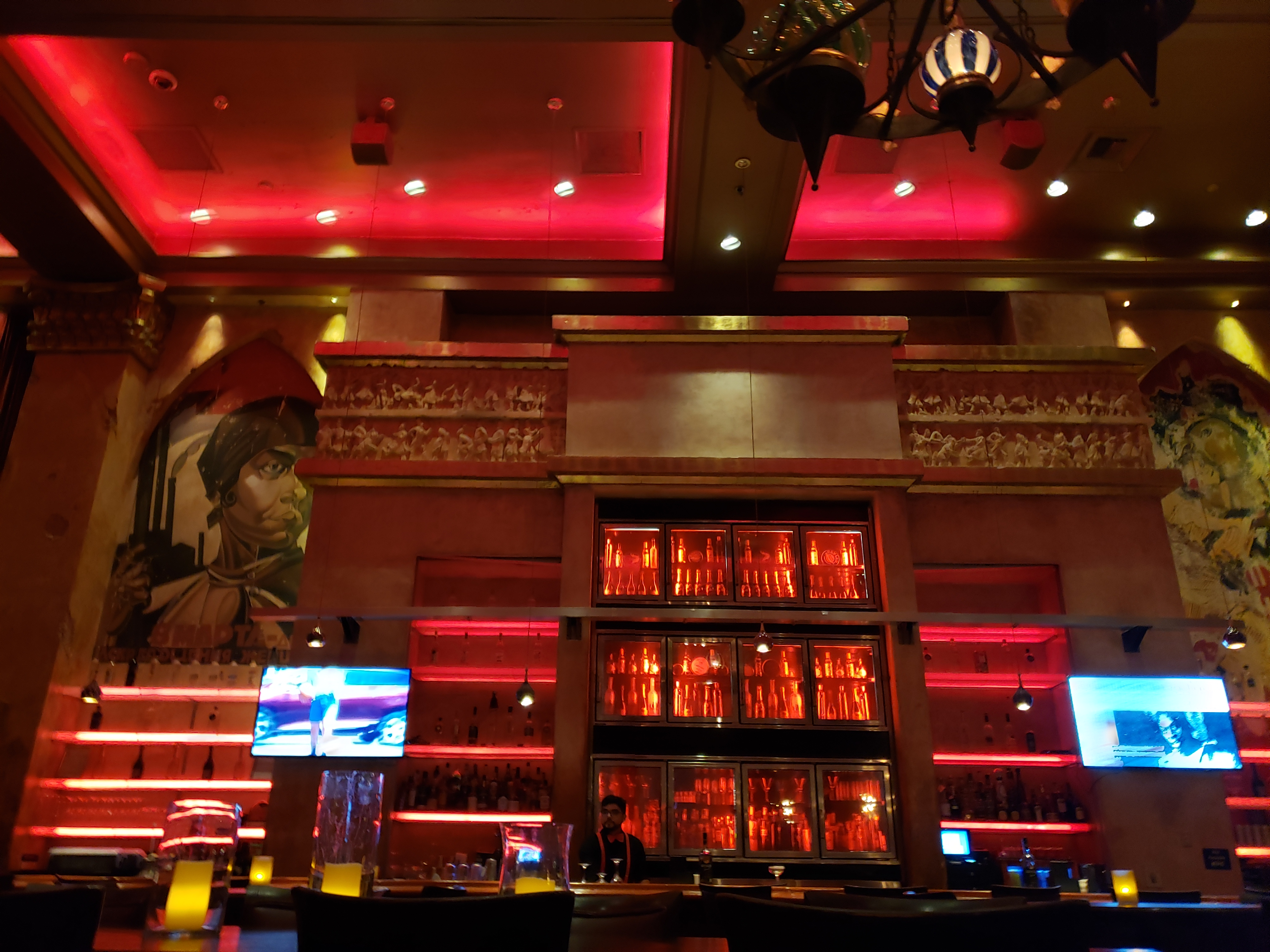
バー
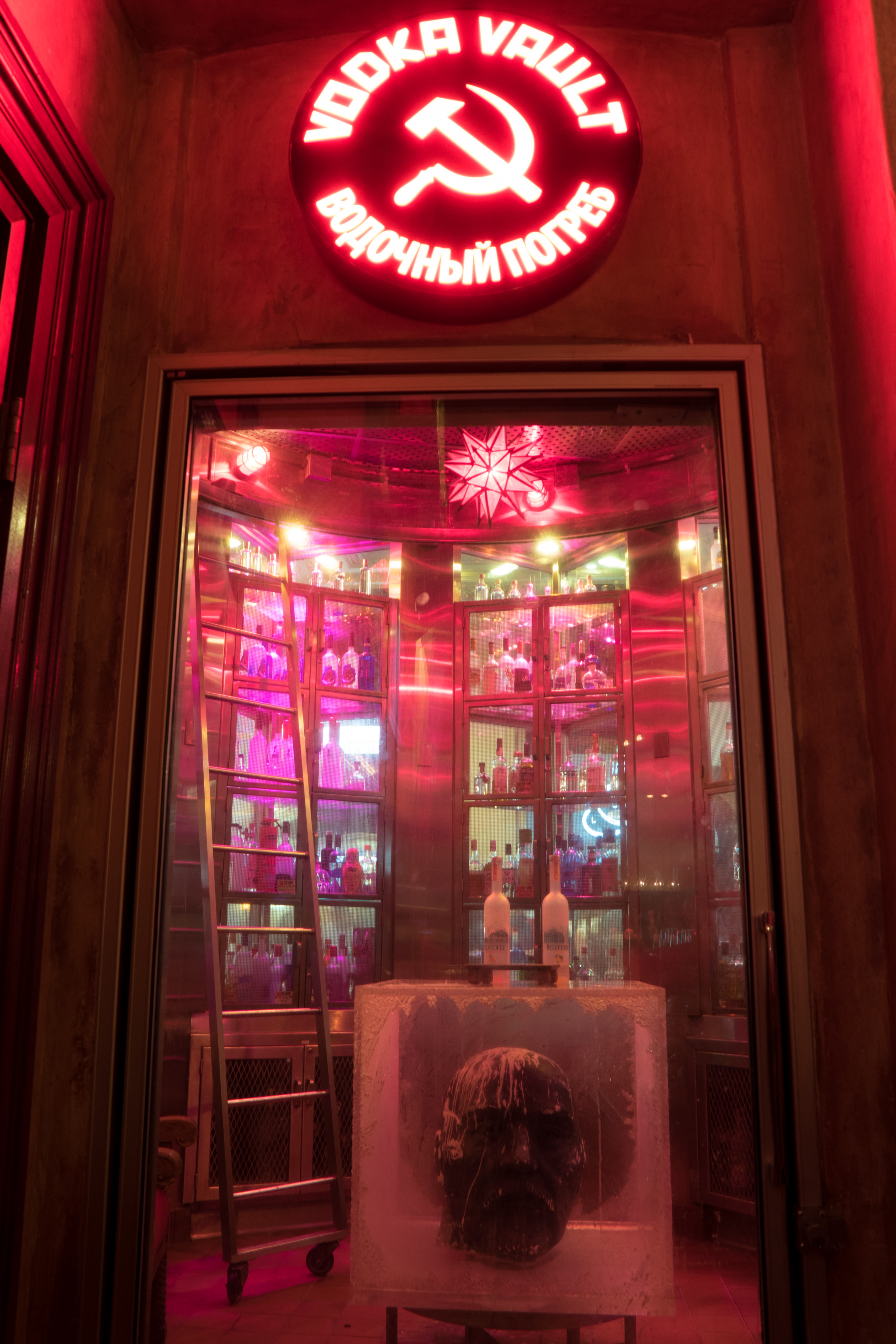
レーニンの凍った像の頭を持つウォッカの金庫
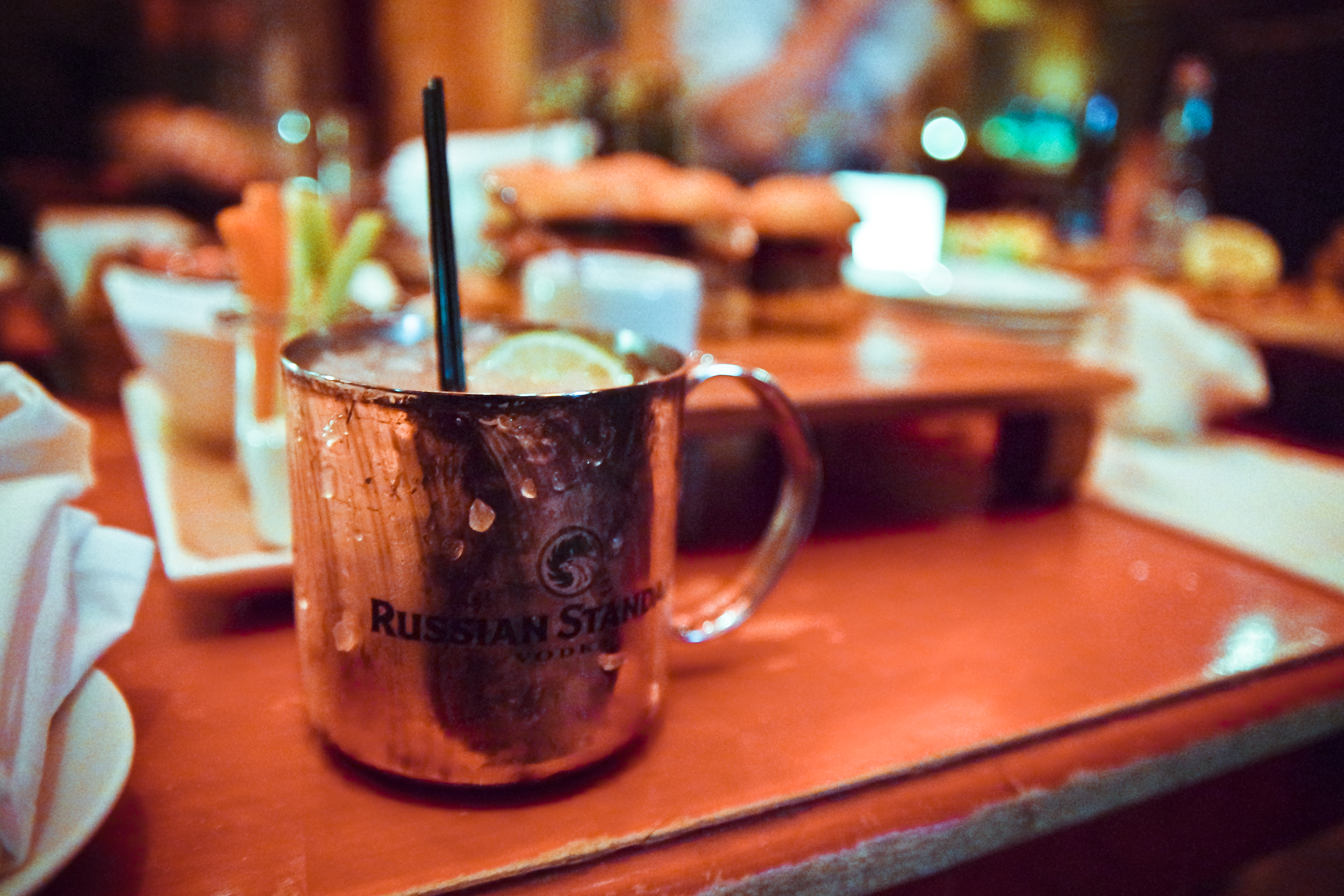
モスコミュール